# Tribàlia
Tribàlia era un territori otomà poblat per valacs i subdanubians que abraçava el sud del Danubi fins al Morava serbi i fins al Iantra búlgar.
A la meitat del segle xix el renaixement nacional serbi i búlgar va originar la idea d'una federació balcànica, que va rebre el suport del primer ministre romanès Mihail Kogălniceanu i del príncep Alexandru Ioan Cuza, que donaven suport als habitants del sud del Danubi de parla propera al romanès, coneguts com a Xops (a Sèrbia), Torvlacs (a Bulgària) o Kutzovalacs (a Romania). A la regió se la va conèixer com a Tribàlia.
El príncep romanès Cuza, el seu primer ministre Mihail Kogălniceanu, i el líder kutzovalac Vasile Cancea (exiliat a Vidin) van dissenyar una bandera nacional pel poble de Tribàlia, bandera que fou beneïda el 1863 en una església de Vidin i el 1864 fou usada per la Legió búlgara que Vasile Cancea havia format a Belgrad. El 1867 fou utilitzada pels nacionalistes de Tribàlia. Cancea fou executat pels otomans el 1873 i fou després un heroi nacional búlgar sota el nom (bulgaritzat) de Vassil Levski. El 1877 i 1878 fou utilitzada pels voluntaris Xops en la guerra de Sèrbia contra els otomans. I finalment es va usar per darrer cop el 1919 com a bandera reivindicativa dels drets del parlants de romanès del sud del Danubi durant la Conferència de París. Després els búlgars i serbis (iugoslaus) la van prohibir i només fou utilitzada clandestinament. El poble Xop o kutzovalac mai no fou reconegut a la Iugoslàvia de Tito, on totes les minories van trobar el seu lloc, i sembla que ja no hi havia parlants de romanès a l'est de Sèrbia a la segona meitat del segle xx. A Bulgària es van mantenir com a minoria però no consta que disposessin de drets culturals.
La bandera de Tribàlia es componia de cinc franges horitzontals en proporció 10:10:5:10:10. El color de la part de dalt era vermell (representant la llibertat nacional dels romanesos) i el de la part de baix era negra (que representava l'opressió en la que vivien els xops o Valacs del sud del Danubi); el mig era groc (simbolitzant la plana del Danubi) amb una franja més petita de color blau que simbolitzava el Danubi que dividia el pobles de parla romanesa.